# Бычок Лилльеборга
Бычок Лилльеборга (лат. Micrenophrys lilljeborgii) — вид морских лучепёрых рыб из семейства рогатковых отряда скорпенообразных. Вид выделяется в монотипический род. Видовое название дано в честь шведского зоолога Вильгельма Лильеборга (Wilhelm Liljeborg; 1816—1908).

## Описание
Длина до 7,4 см, но обычно не превышает 5-5,5 см. Окраска варьирует в зависимости от места обитания — обычно зелено-коричневая либо от светло-коричневой до желтоватой с 4 темно-серыми неравномерными поперечными полосками на туловище, нижняя сторона тела желтоватая. Самцы с красной лентой за головой и красными пятнами на боках. Кожа гладкая, без чешуи. По внешнем признакам похож на бычка-буйвола. Диаметр глаз равен по величине длине рыла. Предкрышка с 4 колючками, самая верхняя колючка длинная и развитая, по длине равна, а не превышает диаметр глаза. Уголки рта с одним маленьким усиком. Жаберные перепонки прикреплены к горлу, не образуя складок. Боковая линия покрыта костными пластинками, выше боковой линии тело покрыто шипиками, которые есть и на задней части тела. В брюшном плавнике только два луча. Грудные плавники увеличены в форме вееров. Брюшные плавники с одним колючим и 2 мягкими лучами. Плавательного пузыря нет.

## Ареал
Распространение: Северо-Восточная Атлантика от средней Норвегии до западной Исландии, к югу до Британских островов, Скагеррака, северной части Северного моря.

## Биология
Образ жизни мало изучен. Обитают на скалистых грунтах в зарослях водорослей. На юге ареала обычно на глубинах 20-90 м, однако встречается и на мелководье, за приливо-отливной границей, часто в лужах на литорали с зарослями водорослей. Нерест весной. Икру в виде кладок самки мечут на дне, они, вероятно, охраняются самцом. Личинки живут в пелагиали. При длине 1-1,4 см переходят к придонному образу жизни. Питаются мелкими донными животными.